# Knockatotaun

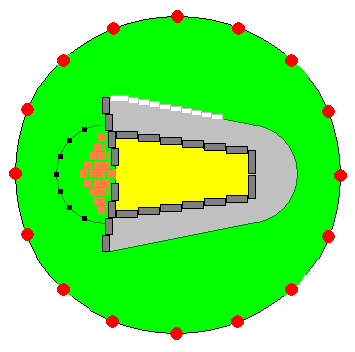
Prinzipskizze Wedge Tomb am Beispiel von Island

Im Townland von Knockatotaun (irisch Cnoc an Toiteáin, deutsch „Brandhügel“) südwestlich von Collooney bei Tubbercurry im County Sligo in Irland liegt am Südhang eines kleinen Hügels ein Portal Tomb, das einige Gemeinsamkeiten mit einem Wedge Tomb aufweist und in neueren OS-Karten als „Giant’s Grave“ (deutsch „Hünengrab“), in älteren Karten als „Druid’s Altar“ (deutsch „Druidenaltar“) gekennzeichnet ist. Als Portal Tombs werden auf den Britischen Inseln Megalithanlagen bezeichnet, bei denen zwei gleich hohe, aufrecht stehende Steine mit einem Türstein dazwischen, die Vorderseite einer Kammer bilden, die mit einem zum Teil gewaltigen Deckstein bedeckt ist.
Sein großer, horizontal aufliegender, 0,35 m starker Deckstein misst etwa 3,0 × 2,7 m. Seine Unterseite liegt in 1,1 m Höhe und scheint zugearbeitet worden zu sein. Es ruht auf vier Orthostaten, von denen einige mit verkrusteten Fossilien bedeckt sind. Die Orientierung der Kammer ist Nordwest-Südost, mit dem breiteren Ende im Südosten. Der Orthostat am „hinteren“ Ende ist von Quarzadern durchzogen. Es gibt große Mengen verstreuten Materials in der Nähe, das von dem Cairn stammt. Einige kleine Steine auf der Südostseite können die Reste einer Außenmauer sein, wie sie für Wedge Tombs typisch ist. Wedge Tombs (deutsch „Keilgräber“) früher auch „wedge-shaped gallery grave“ genannt, sind doppelwandige, ganglose, mehrheitlich ungegliederte Megalithbauten der späten Jungsteinzeit und der frühen Bronzezeit.